# Saint-Quentin-les-Chardonnets
Saint-Quentin-les-Chardonnets là một xã thuộc tỉnh Orne trong vùng Normandie tây bắc nước Pháp. Xã này nằm ở khu vực có độ cao trung bình 220 mét trên mực nước biển.